# Улица Дмитрия Устинова
Улица Дми́трия Усти́нова — улица в Невском районе Санкт-Петербурга. Проходит от Рыбацкого проспекта до Тепловозной улицы.

## История
Первоначальное название Косая дорога возникло 1880-е годы, связано с характером расположения проезда относительно других улиц Рыбацкого. Параллельно существовали названия Зотовский проспект (по фамилии домовладельца), Александровская улица (в честь императора Александра II, в память которого была построена церковь Казанской Божией Матери на Казанском кладбище). С 1930-х годов существовало название Вокзальная улица, связано с тем, что улица вела к железнодорожной станции Рыбацкое.
23 февраля 1987 года дано название улица Дмитрия Устинова, в честь Д. Ф. Устинова, советского государственного, партийного и военного деятеля, министра обороны СССР, который перед Великой Отечественной войной был директором завода «Большевик», расположенного в Невском районе.

## Достопримечательности
- Храм-часовня Покрова Пресвятой Богородицы
- Поликлиника № 77
- Городская социальная аптека
- Казанское кладбище
- Площадка трамвайного парка № 7 (Пункт технического обслуживания «Рыбацкое»)